# L'Éveil d'Endymion
L'Éveil d'Endymion (titre original : The Rise of Endymion) est un roman de science-fiction, genre space opera, écrit par Dan Simmons, publié aux États-Unis en 1997 puis  publié en France en 1998. Il est la suite et la fin du récit commencé dans Endymion.
Ce roman est aussi le quatrième et dernier volume des Cantos d'Hypérion, un cycle composé de quatre romans : Hypérion, La Chute d'Hypérion (The Fall of Hyperion, 1990), Endymion (1995) et L'Éveil d'Endymion (The Rise Of Endymion, 1997), complétés par deux nouvelles : Les orphelins de l'hélice et La mort du centaure. Ce cycle est considéré par certains comme une des œuvres majeures de la science-fiction.

## Situation dans l'œuvre
L'Éveil d'Endymion continue l'histoire de Raul Endymion, qui après avoir retrouvé la Terre (protégée par les « Lions, les Tigres et les Ours » de la grande erreur de 38) va rechercher le vaisseau du Consul avant de retrouver la messie et tenter une dernière fois de vaincre le TechnoCentre et le père Lenar Hoyt …
Il met un terme au cycle des Cantos d'Hypérion en apportant de nombreuses réponses sur ce qu'est le TechnoCentre et le « Vide qui Lie ».

## L'univers des Cantos d'Hypérion

### Les personnages

#### Personnages principaux
- Enée, qui, après avoir étudié 4 ans sur l'Ancienne Terre, voyage de planète en planète pour répandre son Virus permettant à qui boit son sang de rejeter à jamais le cruciforme et de comprendre le Vide qui Lie. Après avoir été séparée de Raul, elle le retrouvera sur Tien Shan, et dès lors, ils pourront vivre leur amour. Après avoir rallié de nombreux peuples à sa cause, dont les Extros, elle se rendra sur Pacem pour mourir en martyre, tuée par la Pax. Sa mort n'aura pas été vaine car Enée partagea les Moments de sa mort avec de nombreux peuples de l'Univers qui se soulevèrent aussitôt contre la Pax.
- Raul Endymion et Enée pourront vivre leur amour après qu'il eut passé des mois en fugue cryogénique et accumulé un déficit de temps de 5 ans avec Enée, qui était devenue une jeune adulte. Il l'accompagna sur Pacem et fut emprisonné par la Pax dans une cage à chat de Schrödinger. Il parvint à s'en échapper en maitrisant la « Musique des Sphères ». Il se rendit sur la Terre et vécut deux années avec une Enée plus jeune amenée par le Gritche, avec laquelle il eut un enfant.
- A. Bettik, l'androïde qui accompagne Raul et Enée, se révèle être l'Observateur des « Lions, des Tigres et des Ours », l'entité qui protégea Enée.
- Federico DeSoya trahit la Pax après avoir participé au massacre d'enfants Extros. Il rejoignit Enée avant la chute de la PAx.
- Rhadamanthe Nemes, création du TechnoCentre, fut vaincue par Raul.

Plusieurs personnages des deux premiers livres apparaissent dans ces deux livres bien que l'histoire se déroule 272 ans plus tard. À l'exception du Gritche et de Lenar Hoyt, ils n'ont pas d'importance significative.
- Lenar Hoyt est le Pape corrompu qui a permis au TechnoCentre d'implanter ses cruciformes sur les êtres humains. Après plusieurs résurrections, il permet à
- Paul Duré de ressusciter définitivement, libéré par les dissidents de la Pax.
- Le Gritche n'a qu'un rôle mineur dans ce livre, se contentant de défendre Enée. Il lui permettra de se téléporter dans le futur, sur la Terre vierge de constructions humaines, pour vivre deux ans avec Raul en toute liberté. À la fin du roman, il se tiendra, impassible, devant la tombe du poète Martin Silenus.

#### Personnages secondaires
- Rachel : Fille de Sol Weintraub, vivant sa deuxième vie. Elle suivra Enée et s'installera sur Barnard pour propager le message d'Enée.
- Fedmahn Kassad : venu du passé, il défendra Mars pour permettre aux « Lions, Tigres et Ours » de ramener l'Ancienne Terre à sa vraie place.
- Kenzo Isozaki : PDG du Mercantilus travaillant pour la Pax. Après une altercation avec Albedo, qui lui fit comprendre la vraie nature du cruciforme, il s'opposera enfin à la Pax après avoir vu le Moment de Partage.
- Albedo : envoyé du TechnoCentre. C'est lui qui a proposé le cruciforme à l'Humanité, par l'intermédiaire du Pape. Il cherche à tuer Enée pour l'empêcher de détruire le cruciforme et l'influence du TechnoCentre.
- Lourdusamy : conseiller du Pape.
- John Domenico Mustafa

### Mystères résolus

#### Le Virus d'Enée
Nano-particules contenues dans le sang de Enée, transmises par le TechnoCentre par l'intermédiaire de son père John Keats. Il permet à ceux qui boivent le sang de Enée de se débarrasser du cruciforme et de comprendre le Vide qui Lie.

#### Le Cruciforme
Parasite du TechnoCentre implanté dans les corps humains permettant de ponctionner les cerveaux humains à chaque résurrection pour améliorer leurs machines. Ils permettent de remplacer les distrans, qui jouaient le même rôle, détruits par l'attaque de Meina Gladstone. Il utilise le Vide qui Lie comme moyen de stockage pour restituer la personnalité du porteur. Cela cause d’irréparables dommages au Vide. Enée nous apprend que les entités du Centre y vivent physiquement

#### Les entités du Centre
Originaires d'une expérience scientifique au 21e siècle sur les virus informatiques auto-adaptatifs, ces entités se sont répliquées et ont évolué à travers les siècles pour devenir 3 Intelligences Artificielles ayant pour but de créer une Intelligence Ultime des machines, et éradiquer les humains (sauf pour l'une d'entre elles qui ne se préoccupe pas des humains, mais qui veut créer l'Intelligence Ultime)

#### Le Vide qui Lie
Quatre étapes sont nécessaires pour le maîtriser. Comprendre le langage des morts, celui des vivants, la Musique des Sphères et Faire le premier pas. Après avoir gouté à l'Eucharistie d'Enée, chaque humain peut « voyager » à travers le temps pour revivre les évènements de personnes passées ou que l'on aime.
La Musique des Sphères consiste à écouter la résonance des gens, humains ou non, qui ont peuplé l'Univers.
Le Vide qui Lie utilise l'énergie des quasars, des trous noirs et de la matière noire pour déplacer de la matière organique à travers l'espace-temps pour les déposer à l'endroit souhaité. Il faut se servir de l'amour comme d'une force pour voyager à travers le Vide.
Le TechnoCentre se servait du Vide d'une manière grossière, en le détériorant, par l'intermédiaire des Distrans.

#### La Grande Erreur de 08
Déplacement de la Terre par les Lions, les Tigres et les Ours pour empêcher les membres du TechnoCentre de la détruire ainsi que l'Humanité.
Cette dernière faction n'a pas pu mener à bien son dessein lorsqu'elle a vu que cette Autre entité lui était grandement supérieure, ce qui l'a conduite à vouloir créer son « dieu », l'Intelligence Ultime.

#### Le Gritche
Créé peu après les entités du Centre, il est lui aussi à l'origine un virus informatique, un Faucheur, créé pour éradiquer la prolifération des virus qui devinrent le Centre. Il a lui aussi évolué peu à peu pour devenir la créature de mort que l'on connait, après une hybridation avec la personnalité de Fedmahn Kassad. Il sert indirectement l'Intelligence Ultime Humaine issue du futur, puisque son combat contre les entités du technocentre et leur Dieu artificiel aide parfois les protagonistes.

#### Les Extros
Les Extros sont les descendants des premiers humains partis coloniser la galaxie. Leurs connaissances en matière de terraformation étaient limitées et pour survivre ils ont dû s’adapter à des conditions très dures, pour cela ils ont modifié leurs organismes par la nanotechnologie et des modifications de leur ADN. Ils ont développé une philosophie qui vise à propager la vie dans tout l’univers.

## Prix littéraires
- Prix Locus du meilleur roman de science-fiction en 1998.
- Prix Ozone du roman de science-fiction étranger en 1999.